# Plenilunio

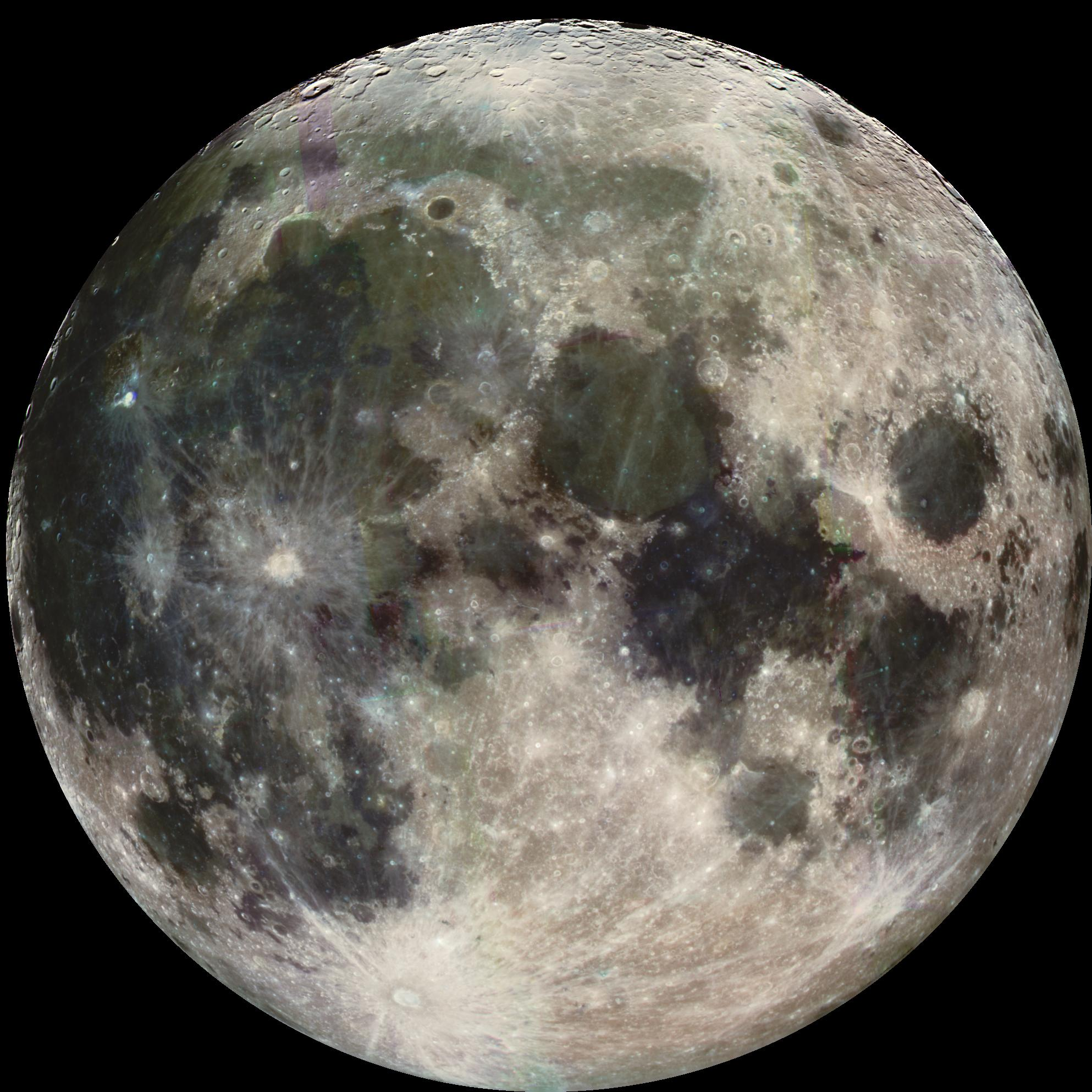
La luna piena in una composizione di immagini scattate dalla sonda Galileo nel suo viaggio verso Giove

Il plenilunio (o Luna piena) è la fase della Luna durante la quale l'emisfero lunare illuminato dal Sole è interamente visibile dalla Terra. Questo succede perché la posizione del satellite è opposta a quella del Sole rispetto alla Terra. In questo modo la Luna risulta visibile per l'intera notte.
Quando la Luna, la Terra e il Sole risultano perfettamente allineati (sulla linea dei nodi) avviene, in concomitanza con la Luna Piena, un'eclisse di Luna.

## Il plenilunio nella storia e nella cultura
La Luna piena, insieme alla corrispettiva Luna nuova, ha sempre avuto un grande valore per diverse culture e religioni. Un buon numero di calendari, soprattutto nell'antichità, si basava sulle fasi della Luna: ne sono esempi il calendario islamico (di tipo lunare) e il calendario cinese (di tipo lunisolare), oltre a molti altri.
Nella religione cristiana, il plenilunio svolge un ruolo fondamentale nel calcolo della Pasqua, infatti ancora oggi tale festività cade generalmente la domenica successiva al primo plenilunio di primavera. Tuttavia la data effettiva della Pasqua potrebbe cadere in un giorno diverso, siccome la Luna ecclesiastica differisce da quella astronomica e l'equinozio di primavera non cade sempre il 21 marzo (come previsto invece ai tempi del concilio di Nicea).